# Basílica de la Caridad (Cartagena)

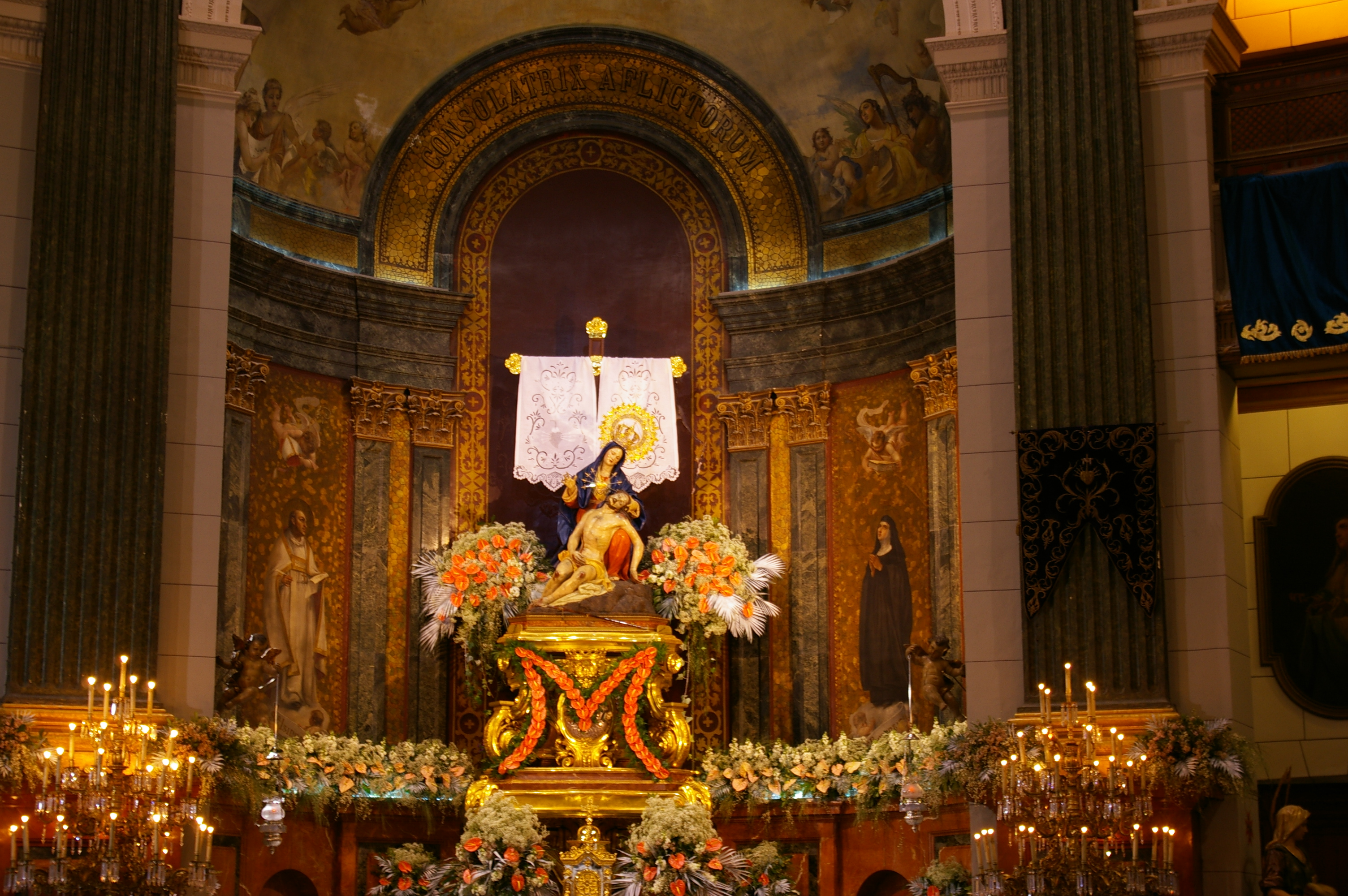
El altar mayor de la basílica.

La Real Basílica de Nuestra Señora de la Caridad es un templo católico de estilo neoclásico y estructura metálica situado en la ciudad española de Cartagena, en la Región de Murcia. Su interior, dominado por la cúpula, recuerda a muchos espacios de la misma tendencia artística, basados a su vez en el Panteón de Agripa.
Es sede de la patrona de la ciudad, la Virgen de la Caridad, representada dentro de la iglesia por una imagen napolitana del siglo XVIII. Destacan también varias esculturas de Francisco Salzillo y su escuela, como el Cristo crucificado, el retablo rococó de la capilla de la comunión así como el conjunto de la Virgen de las Ánimas, del mismo estilo, y los lienzos pintados por Manuel Ussel de Guimbarda en 1893.

## Arquitectura
La iglesia de planta central o circular, diseñada por el ingeniero naval Tomás de Tallerie, se construyó en estilo neoclásico, conservando en su interior elementos de la antigua iglesia del siglo XVIII, como el retablo del altar mayor que fue ubicado en la capilla del lado de la Epístola, y el conjunto rococó de la Virgen de las Ánimas en la capilla del lado del Evangelio. Además de la imagen de la Patrona, destacan en su interior esculturas de Juan Porcel o los cuadros de Ussel de Guimbarda.

## Historia
El origen del Hospital de la Caridad se encuentra en el año 1693, cuando el soldado de galeras Francisco García Roldán constituyó una congregación dedicada al cuidado de enfermos en una casa del arrabal de San Roque, trasladándose en 1709 a la calle de la Caridad. Aunque en 1922 se aprueba el proyecto de construcción de un nuevo hospital en la barriada de Los Barreros, con capacidad para unas 125 camas, las obras no comienzan hasta mayo de 1929 y el traslado de enfermos a las nuevas instalaciones se lleva a cabo durante la Guerra Civil.
En 1723, el hermano Francisco Irsino trajo desde Nápoles la imagen de la Virgen que reside hoy en la iglesia, que pronto consiguió una gran devoción entre los cartageneros, al punto de que se recurrió a ella en 1789 y 1821, cuando grandes sequías atenazaban los campos. También se rezó masivamente a la Virgen en un brote de cólera en 1850 (véase «Epidemias de cólera en España»).
La primera iglesia del Hospital terminó de construirse en 1744, dirigida por el arquitecto Pedro Marín y posteriormente por Marcos Evangelios. La afluencia de fieles hizo necesaria la construcción de un nuevo edificio, y sería un siglo más tarde, en 1893, cuando se finalizaron las obras del proyecto de Tomás de Tallerie.
El 23 de febrero de 2012, el papa Benedicto XVI concedió al templo el título eclesiástico de basílica menor, y el 27 de febrero de 2019 fue declarado Bien de Interés Cultural por el Consejo de Gobierno de la Región de Murcia.